# Викарио, Леона
Мария де ла Соледад Леона Камила Викарио Фернандес де Сан-Сальвадор (исп. María de la Soledad Leona Camila Vicario Fernández de San Salvador; 10 апреля 1789, Мехико — 24 августа 1842, Мехико), более известная как Леона Викарио (исп. Leona Vicario), — одна из самых выдающихся деятелей Мексиканской войны за независимость.
Она снабжала повстанцев необходимой информацией в своём доме в Мехико, столице вице-королевства Новая Испания. Она была членом «Лос Гуаделупес», одного из самых ранних освободительных движений в Новой Испании. Леона Викарио была одной из первых женщин-журналистов в Мексике. Движимая сильными феминистскими убеждениями, она приняла на себя множество рисков и пожертвовала богатством во имя независимости Мексики. Стала супругой государственного деятеля Андреса Кинтаны-Роо.
Леоне Викарио было присвоено звание «Уважаемой и любимой матери Родины» Конгрессом Мексики. Её имя золотыми буквами написано на Стене почёта в нижней палате мексиканского Конгресса.

## Биография
Леона Викарио был единственным ребёнком и дочерью богатого предпринимателя из Кастильи-ла-Вьехи (Испания). Её матерью была Камила Фернандес де Сан-Сальвадор из Толуки. Леона получила разностороннее образование, обучаясь науке, изящным искусствам, живописи, пению и литературе.

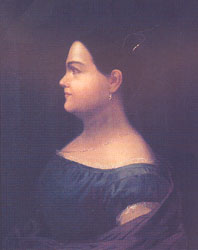
Леона Викарио де Кинтана Роо

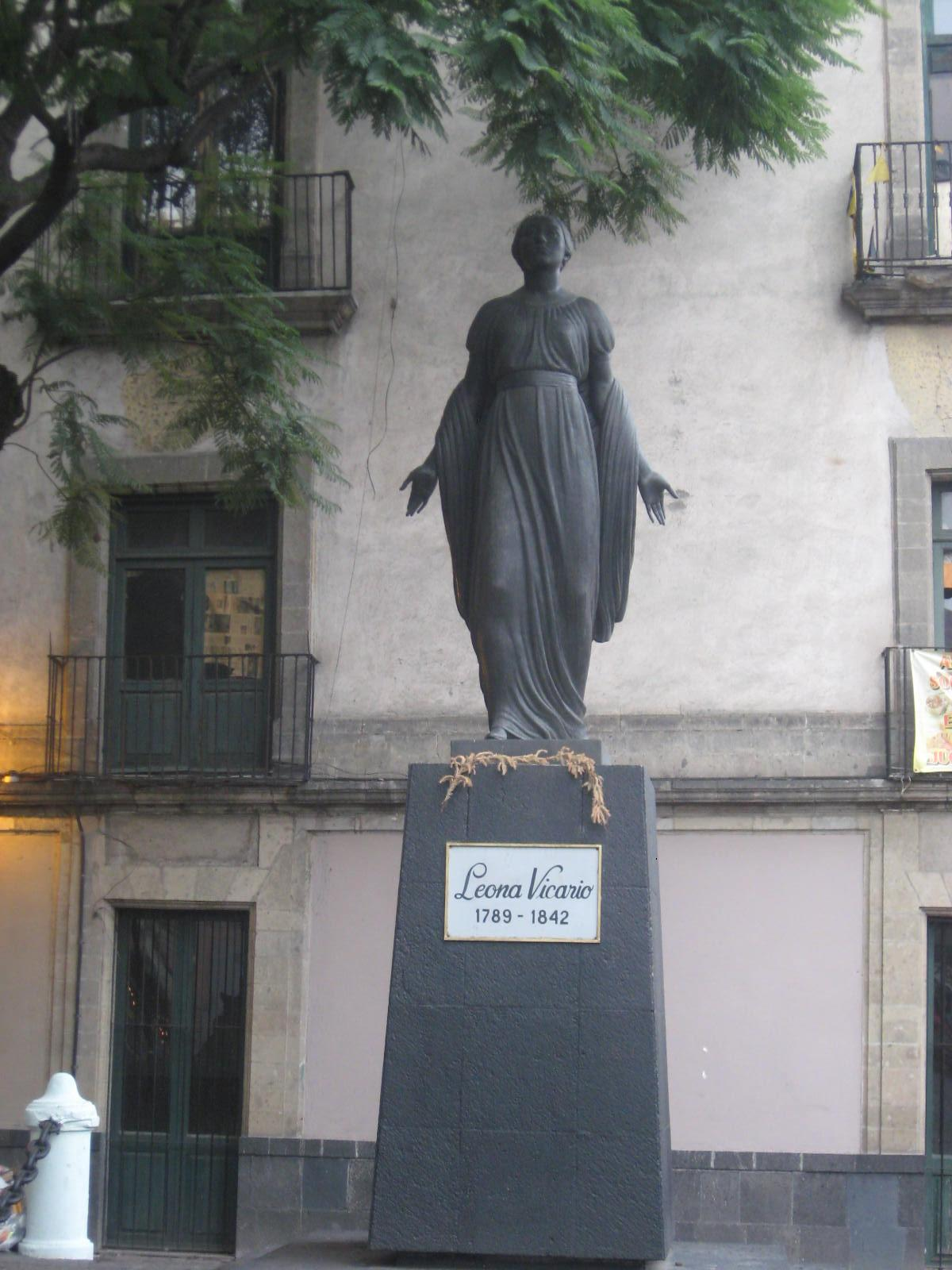
Памятник Леоне Викарио расположен на площади в историческом центре города Мехико

После смерти её родителей в 1807 году она осталась на попечении своего дяди Агустина Помпосо Фернандес де Сан-Сальвадора, адвоката. Он позволил ей жить самостоятельно, но купил недвижимость, прилегающую к её дому. Он также устроил помолвку племянницы с Октавиано Обрегоном, адвокатом и полковником, но тот был отправлен в Испанию в качестве депутата Кадисских кортесов. Леона Викарио же влюбилась в Андреса Кинтану-Роо.
Она работала с тайным обществом под названием «Лос Гуадалупес», получая и распространяя повстанческую корреспонденцию в целях борьбы за независимость. Она служила в качестве посланника, помогала беглецам, отправляла деньги и медикаменты. В 1813 году её деятельность была раскрыта и ей пришлось скрыться из собственного дома. Её дядя Фернандес де Сан-Сальвадор уговорил Викарио вернуться, и она была задержана и допрошена в колледже Белен, но отказалась доносить на соратников. Повстанцы спасли её, но власти конфисковали её имущество. Взамен мятежным Конгрессом Викарио была назначена пенсия. Она вышла замуж за Кинтану-Роо, и они вдвоём бежали от властей. В 1817 году они перестали скрываться, получив амнистию от роялистов.
Леона Викарио с мужем похоронены вместе в мавзолее у основания монумента Ангел независимости в Мехико. Ей был присвоен титул «Матери Отечества» (исп. Benemerita y Dulcisima Madre de la Patria) специальной комиссией по поручению тогдашнего президента Антонио Лопеса де Санта-Анны в августе 1842 года, спустя несколько дней после её смерти. Она была похоронена в Мехико и является единственной гражданской женщиной, получившей государственные похороны в Мексике.
В 1910 году Леона Викарио и Хосефа Ортис де Домингес стали первыми женщинами, изображёнными на мексиканских почтовых марках и вторыми в Латинской Америке.
В феврале 2010 года, за семь месяцев до празднования 200-летия независимости Мексики, писатель Карлос Паскуаль опубликовал роман «La Insurgenta». В этом произведении, в котором он использует исторические факты и вымышленные события, Паскуаль рассказывает историю Леоны Викарио так же, как и истории многих других, кто участвовал в войне за или против мексиканской независимости от Испанской империи.
Её имя высечено золотыми буквами (бронзой с позолотой) на Стене почёта в зале заседаний Палаты депутатов мексиканского Конгресса.